# گیلبرت (نام کوچک)
گیلبرت(Gilbert) یک نام کوچک مردانه با ریشهٔ نورمانی است که ممکن است به یکی از موارد زیر اشاره داشته باشد:
- گیلبرت آریناس
- ژیلبر بکو
- گیلبرت کیتس
- جی کی چسترتون
- ژیلبر دو موتیه دو لافایت
- گیلبرت گوتفرید
- گیلبرت استوارت
- گیلبرت اف. وایت